# Sirakuza (pokrajina)
Pokrajina Sirakuza (talijanski: Provincia di Siracusa, sicilijanski: Pruvincia di Sarausa) je jedna od devet pokrajina u talijanskoj regiji Siciliji. Glavni grad pokrajine je Sirakuza.
Pokrajina se nalazi na jugoistoku otoka, na Jonskom moru. Na sjeveru i sjeverozapadu pokrajina graniči s pokrajinom Catanijom, a na jugozapadu s pokrajinom Ragusom. Ova pokrajina sastoji se od 21 općine.
Glavni grad Sirakuza s brojnim arheološkim nalazištima iz razdoblja grčke antike, nekropola Pantalice, kao i barokni gradovi Noto i Palazzolo Acreide nalaze se na popisu svjetske baštine.

## Općine
| Općine                    | Stanovništvo (31. srpnja 2006.) |
| ------------------------- | ------------------------------- |
| Augusta                   | 33.902                          |
| Avola                     | 31.640                          |
| Buccheri                  | 2.194                           |
| Buscemi                   | 1.153                           |
| Canicattini Bagni         | 7.380                           |
| Carlentini                | 17.283                          |
| Cassaro                   | 862                             |
| Ferla                     | 2.659                           |
| Floridia                  | 21.795                          |
| Francofonte               | 12.468                          |
| Lentini                   | 24.290                          |
| Melilli                   | 12.726                          |
| Noto                      | 23.414                          |
| Pachino                   | 21.458                          |
| Palazzolo Acreide         | 9.027                           |
| Portopalo di Capo Pássero | 3.637                           |
| Priolo Gargallo           | 12.036                          |
| Rosolini                  | 21.089                          |
| Sirakuza                  | 123.019                         |
| Solarino                  | 7.317                           |
| Sortino                   | 8.990                           |

## Vanjske poveznice
- (tal.) Službena stranica  Arhivirana inačica izvorne stranice od 8. kolovoza 2005. (Wayback Machine)
- Lokalne informacije o pokrajini